# Adolfo Luís Bossi
Adolfo Luís Bossi OFMCap (* 23. Juni 1908 in Sesto San Giovanni; † 8. Mai 2002) war ein italienischer Ordensgeistlicher und Prälat von São José do Grajaú.

## Leben
Adolfo Luís Bossi trat der Ordensgemeinschaft der Kapuziner bei und empfing am 23. Juli 1933 die Priesterweihe.
Pius XII. ernannte ihn am 18. Juni 1958 zum Koadjutorprälaten von São José do Grajaú und Titularbischof von Parnassus. Der Erzbischof von Mailand, Giovanni Battista Montini, spendete ihm am 14. September desselben Jahres die Bischofsweihe; Mitkonsekratoren waren Guregh Hovhannes Zohrabian OFMCap, Weihbischof in Kilikien, und Egidio Luigi Lanzo OFMCap, Bischof von Saluzzo.
Er nahm an der zweiten bis vierten Sitzungsperiode des Zweiten Vatikanischen Konzils als Konzilsvater teil. Mit der Emeritierung Emiliano Giuseppe Lonatis OFMCap am 19. Februar 1966 folgte er ihm als Prälat von São José do Grajaú nach. Von seinem Amt trat er am 22. August 1970 zurück.